# Avezzano Calcio 1995-1996
Questa pagina raccoglie le informazioni riguardanti l'Avezzano Calcio nelle competizioni ufficiali della stagione 1995-1996.

## Organigramma societario
Area direttiva
- Presidente: Mauro Gentile

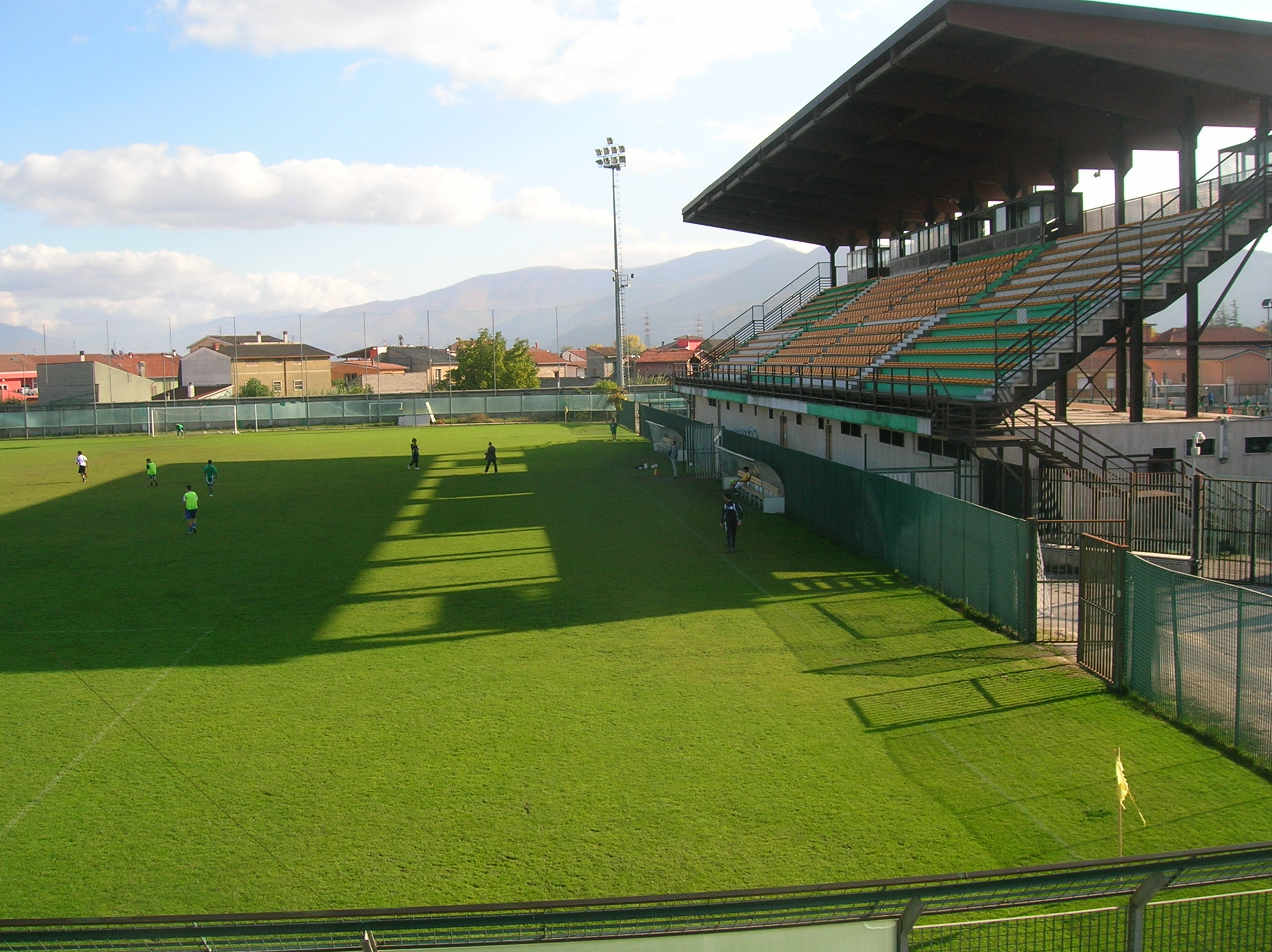
Stadio dei Marsi di Avezzano

- Direttore Generale: Aureliano Giffi
- Direttore Sportivo: Nello De Nicola

Area tecnica
- Allenatore: Pino Petrelli

## Rosa

### Rosa 1995-1996
Rosa dell'Avezzano calcio 1995-1996.
| N. |                   | Ruolo | Calciatore                |
| -- | ----------------- | ----- | ------------------------- |
|    | Italia (bandiera) | P     | Silvio Lafuenti           |
|    | Italia (bandiera) | P     | Alessandro Cesaretti      |
|    | Italia (bandiera) | P     | Giancarlo Petrocco        |
|    | Italia (bandiera) | D     | Claudio Abruzzo           |
|    | Italia (bandiera) | D     | Roberto Arrigoni          |
|    | Italia (bandiera) | D     | Ersilio Cerone            |
|    | Italia (bandiera) | D     | Carlo Cherubini           |
|    | Italia (bandiera) | D     | Alessandro Del Grosso     |
|    | Italia (bandiera) | D     | Roberto Di Gianfilippo    |
|    | Italia (bandiera) | D     | Massimiliano Manni        |
|    | Italia (bandiera) | D     | Giovanni Paolo De Matteis |
|    | Italia (bandiera) | D     | Vincenzo Menna            |
|    | Italia (bandiera) | D     | Giuseppe Naccarella       |
|    | Italia (bandiera) | D     | James Walter Wilson       |
|    | Italia (bandiera) | C     | Alessandro Bedin          |

| N. |                   | Ruolo | Calciatore           |
| -- | ----------------- | ----- | -------------------- |
|    | Italia (bandiera) | C     | Alessandro Colasante |
|    | Italia (bandiera) | C     | Stefano De Angelis   |
|    | Italia (bandiera) | C     | Dino Di Julio        |
|    | Italia (bandiera) | C     | Augusto Gabriele     |
|    | Italia (bandiera) | C     | Corrado Giannini     |
|    | Italia (bandiera) | C     | Fabio Mosca          |
|    | Italia (bandiera) | C     | Angelo Pierleoni     |
|    | Italia (bandiera) | C     | Roberto Ricca        |
|    | Italia (bandiera) | A     | Massimo Anselmi      |
|    | Italia (bandiera) | A     | Maurizio Baciocchi   |
|    | Italia (bandiera) | A     | Roberto Di Nicola    |
|    | Italia (bandiera) | A     | Daniele Grasso       |
|    | Italia (bandiera) | A     | Claudio Pierantozzi  |
|    | Italia (bandiera) | A     | Giuseppe Tortora     |

## Risultati

### Serie C2 girone C

#### Girone di andata
| Avezzano 3 settembre 1995 1ª giornata | Avezzano | 2 – 0 | Taranto | Stadio dei Marsi |

| Battipaglia 10 settembre 1995 2ª giornata | Battipagliese | 0 – 0 | Avezzano | Stadio Luigi Pastena |

| Avezzano 17 settembre 1995 3ª giornata | Avezzano | 1 – 1 | Viterbese | Stadio dei Marsi |

| Catania 24 settembre 1995 4ª giornata | Catania | 1 – 2 | Avezzano | Stadio Angelo Massimino |

| Bisceglie 1º ottobre 1995 5ª giornata | Bisceglie | 0 – 0 | Avezzano | Stadio Gustavo Ventura |

| Avezzano 8 ottobre 1995 6ª giornata | Avezzano | 1 – 0 | Frosinone | Stadio dei Marsi |

| Avezzano 15 ottobre 1995 7ª giornata | Avezzano | 5 – 0 | Astrea | Stadio dei Marsi |

| Matera 22 ottobre 1995 8ª giornata | Matera | 0 – 1 | Avezzano | Stadio XXI Settembre |

| Avezzano 29 ottobre 1995 9ª giornata | Avezzano | 5 – 0 | Trani | Stadio dei Marsi |

| Benevento 5 novembre 1995 10ª giornata | Sporting Benevento | 0 – 1 | Avezzano | Stadio Santa Colomba |

| Avezzano 12 novembre 1995 11ª giornata | Avezzano | 1 – 3 | Giulianova | Stadio dei Marsi |

| Casal di Principe 19 novembre 1995 12ª giornata | Albanova | 0 – 0 | Avezzano | Stadio comunale |

| Avezzano 3 dicembre 1995 13ª giornata | Avezzano | 1 – 1 | Fasano | Stadio dei Marsi |

| Castrovillari 19 dicembre 1995 14ª giornata | Castrovillari | 2 – 2 | Avezzano | Stadio Mimmo Rende |

| Avezzano 17 dicembre 1995 15ª giornata | Avezzano | 3 – 0 | Catanzaro | Stadio dei Marsi |

| Marsala 30 dicembre 1995 16ª giornata | Marsala | 2 – 2 | Avezzano | Stadio Municipale |

| Avezzano 7 gennaio 1996 17ª giornata | Avezzano | 1 – 1 | Teramo | Stadio dei Marsi |

#### Girone di ritorno
| Taranto 14 gennaio 1996 18ª giornata | Taranto | 4 – 1 | Avezzano | Stadio Erasmo Iacovone |

| Avezzano 21 gennaio 1996 19ª giornata | Avezzano | 2 – 1 | Battipagliese | Stadio dei Marsi |

| Viterbo 28 gennaio 1996 20ª giornata | Viterbese | 1 – 0 | Avezzano | Stadio Enrico Rocchi |

| Avezzano 4 febbraio 1996 21ª giornata | Avezzano | 2 – 0 | Catania | Stadio dei Marsi |

| Avezzano 11 febbraio 1996 22ª giornata | Avezzano | 1 – 0 | Bisceglie | Stadio dei Marsi |

| Frosinone 18 febbraio 1996 23ª giornata | Frosinone | 1 – 1 | Avezzano | Stadio comunale Matusa |

| Roma 25 febbraio 1996 24ª giornata | Astrea | 2 – 2 | Avezzano | Stadio Casal del Marmo |

| Avezzano 10 marzo 1996 25ª giornata | Avezzano | 1 – 4 | Matera | Stadio dei Marsi |

| Trani 17 marzo 1996 26ª giornata | Trani | 1 – 1 | Avezzano | Stadio Comunale di Trani |

| Avezzano 24 marzo 1996 27ª giornata | Avezzano | 1 – 0 | Sporting Benevento | Stadio dei Marsi |

| Giulianova 31 marzo 1996 28ª giornata | Giulianova | 0 – 0 | Avezzano | Stadio Rubens Fadini |

| Avezzano 14 aprile 1996 29ª giornata | Avezzano | 1 – 1 | Albanova | Stadio dei Marsi |

| Fasano 20 aprile 1996 30ª giornata | Fasano | 1 – 1 | Avezzano | Stadio Vito Curlo |

| Avezzano 28 aprile 1996 31ª giornata | Avezzano | 1 – 0 | Castrovillari | Stadio dei Marsi |

| Catanzaro 5 maggio 1996 32ª giornata | Catanzaro | 1 – 1 | Avezzano | Stadio Nicola Ceravolo |

| Avezzano 12 maggio 1996 33ª giornata | Avezzano | 3 – 1 | Marsala | Stadio dei Marsi |

| Teramo 19 maggio 1996 34ª giornata | Teramo | 0 – 1 | Avezzano | Stadio comunale |

### Coppa Italia Serie C

#### Primo turno
| Avezzano 20 agosto 1995 andata | Avezzano | 3 – 1 | Chieti | Stadio dei Marsi |

| Teramo 28 agosto 1995 ritorno | Chieti | 1 – 0 | Avezzano | Stadio comunale |

#### Secondo turno
| Teramo 13 settembre 1995 andata | Teramo | 2 – 1 | Avezzano | Stadio comunale |

| Avezzano 27 settembre 1995 ritorno | Avezzano | 2 – 3 (dts) | Teramo | Stadio dei Marsi |

## Statistiche

### Andamento in campionato
| Giornata  | 1 | 2 | 3 | 4 | 5 | 6 | 7 | 8 | 9 | 10 | 11 | 12 | 13 | 14 | 15 | 16 | 17 | 18 | 19 | 20 | 21 | 22 | 23 | 24 | 25 | 26 | 27 | 28 | 29 | 30 | 31 | 32 | 33 | 34 |
| --------- | - | - | - | - | - | - | - | - | - | -- | -- | -- | -- | -- | -- | -- | -- | -- | -- | -- | -- | -- | -- | -- | -- | -- | -- | -- | -- | -- | -- | -- | -- | -- |
| Luogo     | C | T | C | T | T | C | C | T | C | T  | C  | T  | C  | T  | C  | T  | C  | T  | C  | T  | C  | C  | T  | T  | C  | T  | C  | T  | C  | T  | C  | T  | C  | T  |
| Risultato | V | N | N | V | N | V | V | V | V | V  | P  | N  | N  | N  | V  | N  | N  | P  | V  | P  | V  | V  | N  | N  | P  | N  | V  | N  | N  | N  | V  | N  | V  | V  |

Legenda:

Luogo: C = Casa; T = Trasferta. Risultato: V = Vittoria; N = Pareggio; P = Sconfitta.